# Carex flavicans
Carex flavicans là một loài thực vật có hoa trong họ Cói. Loài này được (F.Nyl.) F.Nyl. mô tả khoa học đầu tiên năm 1846.